# (35305) 1996 XB12
1996 XB12 (asteroide 35305) é um asteroide da cintura principal. Possui uma excentricidade de 0.02387560 e uma inclinação de 2.20659º.
Este asteroide foi descoberto no dia 4 de dezembro de 1996 por Spacewatch em Kitt Peak.